# Schloss Einersheim

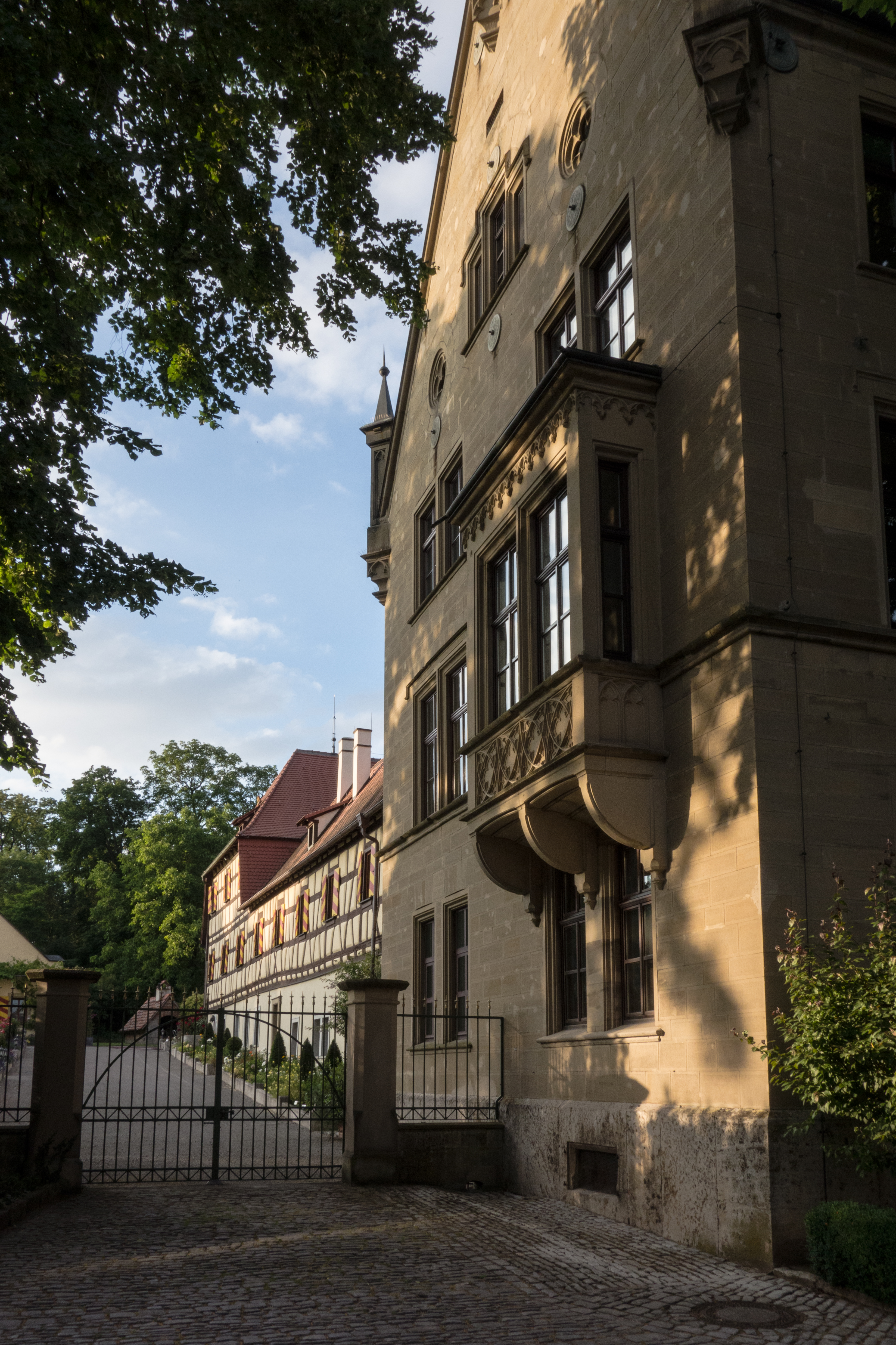
Das Schloss in Markt Einersheim

Das Schloss Einersheim (auch Schloss Markt Einersheim) ist ein ehemaliger Adelssitz in Markt Einersheim im unterfränkischen Landkreis Kitzingen. Es liegt inmitten des Ortes an der Rechteren-Von-Limpurg-Straße.

## Geschichte
Der ursprüngliche Stammsitz der Grafen von Limpurg-Speckfeld war die Burg Speckfeld, die heute eine Ruine auf dem Schlossberg nordöstlich von Markt Einersheims ist. In der zweiten Hälfte des 17. Jahrhunderts wurde dieser Sitz aufgegeben und Schenk Vollrath von Limpurg-Speckfeld verlegte die Residenz in den Ort. 
Zunächst entstand der rückwärtige Fachwerkbau, der noch existiert. Nach 1693 saßen dort die Grafen von Rechteren-Limpurg-Speckfeld.
Veränderungen gab es erst im 19. Jahrhundert, als 1859 die Gebäude teilweise abgebrochen wurden. Es entstand ein Neubau an der Hauptstraße im Stile der Neugotik. Im Deutsch-Französischen Krieg 1870 ließ Graf Franz-Ludwig dort ein Lazarett einrichten. Diese Nutzung als Hospital wurde von den Nachfolgern im Ersten und Zweiten Weltkrieg fortgeführt.
Im Jahr 1960 endete die Zeit der Grafen von Limpurg-Speckfeld. Die Anlage wurde an den Gipsfabrikanten Nikolaus Knauf veräußert. Er ließ das Schloss umfassend restaurieren und die fehlenden Möbel ergänzen. Heute ist das Schloss in privaten Händen, eine Besichtigung, auch der weiträumigen Gartenanlage, ist deshalb nicht möglich.
Das Bayerische Landesamt für Denkmalpflege ordnet den Bau als Baudenkmal ein. Die Überreste der Vorgängerbebauung im Boden werden als Bodendenkmal geführt. Das Schloss Einersheim ist Teil des Ensembles Ortskern Markt Einersheim.

## Beschreibung
Das Schloss besteht aus mehreren Trakten und wird im Norden und Westen von einem Park mit Rosengarten eingerahmt. Ursprünglicher Kern der Anlage ist der rückwärtige Fachwerkbau mit zwei Geschossen aus dem 17. Jahrhundert. Im 19. Jahrhundert wurde die Anlage um den Teil an der Straße ergänzt. Es handelt sich um einen Sandsteinquader-Bau im Stile der Neugotik mit mehreren Erkern, Fialen und einem Zwerchgiebel. Die Fenster sind mehrfach gekehlt. haben Sohlbänke und Stürze und teilweise Überdachungen. Die Toreinfahrt wird von einem Korbbogen mit einem Allianzwappen überspannt. Durch die neue Bebauung entstanden zwei Innenhöfe. Ein Raum im Obergeschoss des Westflügels stammt noch aus der Erbauungszeit und hat eine stuckierte Decke mit Felderung, Wappen, Putten und Eierstabprofil.

## Schlossprediger
Unter Schenk Georg von Limpurg-Speckfeld waren zu Beginn des 17. Jahrhunderts insgesamt drei Hofprediger im Schloss angestellt, die sich um das Seelenheil des Dorfherren zu kümmern hatten. Alle drei stammten aus dem Württembergischen, das als lutherischer Musterstaat galt. Nach dem Dreißigjährigen Krieg wurden keine Prediger mehr eingesetzt, stattdessen übernahmen die Pfarrer von Einersheim die Aufgaben der „Hofprädikatur“ mit.
| Name             | Amtszeit  | Anmerkungen |
| ---------------- | --------- | --- |
| Jakob Glung      | vor 1611  | * in Sulz am Neckar, Magister, zeitweise auch Pfarrverweser in Markt Einersheim, danach Pfarrer in Hellmitzheim, † 1615 |
| Philipp Kiris    | 1612–1616 | * in Kirchheim unter Teck, Magister, danach Pfarrer in Rüdenhausen                                                      |
| Johannes Schülin | 1616–1618 | * in Bietigheim, Studium in Tübingen, Magister, danach Pfarrer in Einersheim, Flucht vor Würzburger Truppen             |